# GMG Airlines
GMG Airlines war eine private Fluggesellschaft mit Sitz in Dhaka in Bangladesch und Basis auf dem dortigen Zia International Airport.

## Geschichte
GMG Airlines wurde im Jahr 1997 gegründet und führte am 6. April 1998 ihren Erstflug durch. Am 8. September 2004 unternahm sie als erste private Fluggesellschaft Bangladeschs einen internationalen Flug, der von Chittagong nach Kolkata im Osten Indiens führte. Ende Oktober 2006 wurde die Flotte mit zwei McDonnell Douglas MD-82 erweitert, 2010 folgte eine weitere Boeing 767-300ER. GMG Airlines war Mitglied der IATA. 
Nachdem bereits zuvor Flugzeuge abgestellt und Flüge gestrichen wurden, stellte GMG Airlines zum 28. März 2012 den Betrieb zunächst vorläufig und später endgültig ein.

## Ziele
Die Fluggesellschaft flog zuletzt von ihrer Heimatbasis in Dhaka aus derzeit im Linienbetrieb im Inland nach Chittagong sowie international nach Kolkata, Dschidda und Dubai. Zudem wurden auch Charterflüge angeboten.

## Flotte

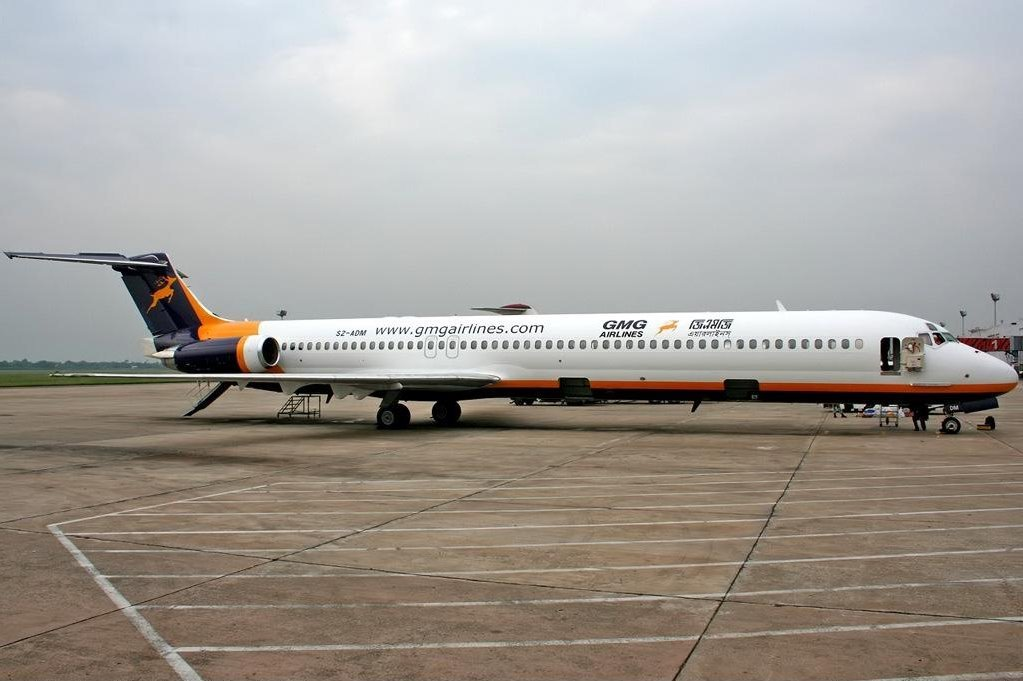
Eine McDonnell Douglas MD-82 der GMG Airlines in ehemaliger Bemalung

Mit Stand März 2012 bestand die Flotte vor Betriebseinstellung aus acht Flugzeugen mit einem Durchschnittsalter von 17,2 Jahren:
- 3 Boeing 767-300ER
- 1 De Havilland DHC-8-100
- 1 De Havilland DHC-8-300
- 2 McDonnell Douglas MD-82
- 1 McDonnell Douglas MD-83